# 萊姆斯通 (緬因州)
萊姆斯通（英語：Limestone）是一個位於美國緬因州阿魯斯圖克縣的市鎮。

## 人口
根據2020年美國人口普查的數據，萊姆斯通的面積為105.65平方千米，當中陸地面積為104.87平方千米，而水域面積為0.78平方千米。當地共有人口1526人，而人口密度為每平方千米14人。